# 大辛庄站
大辛庄站位于北京市大兴区大辛庄乡，是京九铁路的一座火车站，等级为五等站，距北京西站44公里，距常平站2262公里，本站及相邻上下行区间均为电气化区段。车站建于1996年，不办理客、货运营业。